# Phanogenia gracilis
Phanogenia gracilis is een haarster uit de familie Comatulidae.
De wetenschappelijke naam van de soort werd in 1893 gepubliceerd door Clemens Hartlaub.